# Бачо Киро (пещера)
Вижте пояснителната страница за други значения на Бачо Киро.
„Бачо Киро“ е пещера в Предбалкана на територията на община Дряново.

## Местонахождение
Пещерата е разположена на 300 m западно от Дряновския манастир, на неголямо разстояние от водната пещера Андъка, в отвесна варовикова скала на 335 m н.в. За нейното опазване е обявена природната забележителност Бачо Киро.

## Име
През 1940 г. пещерата е кръстена в чест на героя от Априлското въстание – Бачо Киро.

## Откриване и изследване
Най-добре проучена от археолозите е първата зала на пещерата – „Преддверието“. В нея са открити сечива на труда и следи от интензивно човешко обитаване, които датират от средния (70 000 – 50 000 г. пр. Хр.) и късния (43 000 до 26 000 г. пр. н. е.) палеолит. Публикувани в 2020 г. находки представят най-ранното свидетелство за присъствие на Homo sapiens в Европа, когато тя е все още заселена от неандерталци.
Разполага с разнообразие от вторични карстови образувания – сталагмити, сталактити, сталактони, драперии.
Температурата във вътрешността на пещерата е постоянна – 13 °C, влажността е 95%. Пещерата е образувана от водите на река Андъка. Открити са следи от човешка култура и кости от домашни и диви животни. Намерен е и скелет на мечка с височина 3 m.
Интересни са карстовите образувания в пещерата, наподобяващи риби, змии, хора, Богородица и младенеца, мечка и много други. Една от туристическите атракции е „Чистилището“ – нисък, трудно проходим коридор с размери 60 х 40 cm, за който казват, че може да бъде преминат само от праведен човек.
Скорошни научни изследвания, използващи усъвършенствани техники като високоточно въглеродно датиране и анализ на протеини и ДНК, показват, че България е най-старото известно място на човешко съществуване в Европа. Изследователите са проучили останки от хоминини, открити в пещерата Бачо Киро, и техните открития показват, че тези останки датират от около 47 000 години и принадлежат на нашия собствен вид, Хомо сапиенс. Откритието хвърля нова светлина върху древната история на човешкото присъствие в Европа.

## Прилепите в пещерата
Чрез преки наблюдения и улови с мрежи в пещерата са регистрирани 4 вида прилепи:
- Голям подковонос (Rhinolophus ferrumequinum)
- Малък подковонос (Rhinolophus hipposideros)
- Южен подковонос (Rhinolophus euryale)
- Нощник на Натерер (Myotis nattereri)

Пещера Бачо Киро е зимно прилепно убежище, като от декември до края на март са установявани средно до 100 големи и малки подковоноси прилепа.

## Туризъм
- Пещерата Бачо Киро е сред Стоте национални туристически обекта на Българския туристически съюз под номер 22.
- Тя е първата благоустроена пещера в България – от дряновските туристи още през 1937 г., и е една от основните туристически забележителности в района.
- През 1962 г. е обявена за природна забележителност.

## Галерия
- Снимки от пещерата Бачо Киро
- Коридорът след „Преддверието“
- Огнище
- Странична камера по пътя между „Преддверието“ и „Дъждовната зала“
- Сталагмит в „Дъждовната зала“
- Завеса на входа на „Конгресната зала“
- Сталагмит в „Конгресната зала“